# Jeffreya
Jeffreya é um género botânico pertencente à família Asteraceae.
Comprende 3 espécies descritas e de estas, sé 2 são aceites. É um género originário da Tanzânia.
O género foi descrito por Hiram Wild e publicado em Kirkia 9(2): 295. 1974. A espécie tipo es: Jeffreya palustris (O.Hoffm.) Wild	

## Espécies seleccionadas
A seguir estão listadas as espécies do género Jeffreya aceites Julho de 2012, ordenadas alfabeticamente. Para cada uma indica-se o nome binomial seguido do autor, abreviado segundo as convenções e usos.
- Jeffreya palustris (O.Hoffm.) Wild
- Jeffreya petitiana (Lisowski) Beentje